# Zehra Doğan
Zehra Doğan (1989) is een Koerdische kunstenares en journaliste uit Diyarbakir, Turkije. Ze is medeoprichtster en redactrice van Jinha, een feministisch Koerdisch nieuwsagentschap waar enkel vrouwen werken.

## Carrière
In februari 2016, verhuisde Doğan naar Nusaybin en startte ze met haar berichtgeving over de situatie ter plaatse. Op 21 juli 2016, werd ze gearresteerd in een café in Nusaybin. Op 2 maart 2017, werd ze vrijgesproken voor "lidmaatschap van een illegale organisatie", maar wel veroordeeld tot 2 jaar, 9 maanden en 22 dagen celstraf omdat ze een schilderij op haar sociale media deelde.
In de gevangenis startte ze, samen met andere vrouwen, de krant Özgür Gündem Zindan (vrij vertaald als Vrije Agenda Kerker), een zinspeling op Özgür Gündem, een dagblad uit Istanboel dat voornamelijk schreef voor een Koerdisch publiek.
Haar agentschap Jinha werd op 29 oktober 2016 gesloten door de Turkse overheid. Het is een van de tientallen mediakanalen die gesloten werden sinds de mislukte staatsgreep in juli 2016. Volgens de World Press Freedom Index was Turkije in 2018 het land met het hoogste aantal opgesloten journalisten. En dit voor het derde jaar op rij. Daarnaast maakte ze ook een graphic novel, waarvoor ze in 2021 een van de Atomiumprijzen ontving.

## Veroordeling
In 2017, werd ze veroordeeld tot een celstraf van 2 jaar, 9 maanden en 22 dagen. Ze werd aangeklaagd voor "het verspreiden van terroristische propaganda" omdat ze nieuwsitems, sociale mediaboodschappen en schilderijen deelde op sociale media. Haar schilderijen beelden de verwoesting van Nusaybin af. Nusaybin is een stad in het zuidoosten van Turkije waar conflict uitbrak tussen de nationale veiligheidstroepen en Koerdische beweging.
Haar veroordeling veroorzaakte internationale verontwaardiging.
In november 2017, publiceerde Chinese artiest Ai WeiWei een brief waarin hij solidariteit uit met Doğan's zaak door de Chinese en Turkse repressie van artistieke vrijheid te vergelijken en te hekelen. Straatartiest Banksy vestigde in 2018 de aandacht op haar zaak met een grote muurschildering in New York. Ze kwam op 24 februari 2019 voorwaardelijk vrij. In maart 2019, werd Zehra Doğan genomineerd voor de "Index on Censorship’s 2019 Freedom of Expression Awards" in de categorie "Kunst".